# قائمة مناطق التجارة الحرة في دولة الإمارات العربية المتحدة
مناطق التجارة الحرة في دولة الإمارات العربية المتحدة هي مناطق لديها نظام خاص للضرائب والجمارك والاستيراد، وتخضع لإطار تنظيمي خاص بها (باستثناء القانون الجنائي الإماراتي).

## تاريخ
يوجد في دولة الإمارات العربية المتحدة عدد من المناطق الحرة في جميع أنحاء دبي، أبو ظبي، الشارقة، الفجيرة، عجمان، رأس الخيمة وأم القيوين. يمكن تصنيف المناطق الحرة على نطاق واسع على أنها مناطق حرة للموانئ البحرية، ومناطق حرة للمطارات، ومناطق حرة في البر الرئيسي. إعفاءات منطقة التجارة الحرة هي: 
- ملكية أجنبية بنسبة 100% للمشروع.
- إعفاءات ضريبية على الواردات والصادرات بنسبة 100%.
- إعادة 100% من رأس المال والأرباح.
- إعفاءات ضريبية للشركات لمدة تصل إلى 50 عامًا.
- لا توجد ضرائب على الدخل الشخصي.
- المساعدة في توظيف العمالة، وخدمات الدعم الإضافية، مثل الكفالة والإسكان.

صممت كل منطقة حرة حول واحدة أو أكثر من فئات الصناعة الصارمة. تحكم هيئة منطقة حرة مستقلة كل منطقة حرة، وهي الجهة المسؤولة عن إصدار تراخيص تشغيل منطقة التجارة الحرة ومساعدة الشركات في تأسيس أعمالها في منطقة التجارة الحرة. لكل منطقة حرة متطلباتها الخاصة فيما يتعلق بالحد الأدنى من متطلبات رأس المال ومساحة المكاتب أو المستودعات والأنشطة المسموح بها؛ مع امتلاك كل منهم التراخيص ذات الصلة والتشريعات المناسبة لتمكين صناعتهم المخصصة من النمو والازدهار.
يمكن للمستثمرين إما تسجيل شركة جديدة على شكل مؤسسة منطقة حرة أو ببساطة إنشاء فرع أو مكتب تمثيلي لشركتهم الحالية أو الشركة الأم ومقرها داخل دولة الإمارات العربية المتحدة أو في الخارج. مؤسسة المنطقة الحرة هي شركة ذات مسؤولية محدودة تخضع لقواعد وأنظمة المنطقة الحرة التي تم تأسيسها فيها. باستثناء الحصول على الجنسية في دولة الإمارات العربية المتحدة، لا تنطبق أحكام قانون الشركات التجارية على مؤسسات المناطق الحرة، بشرط أن يكون لدى المناطق الحرة أحكام خاصة تنظم مثل هذه الشركات.
هناك عدد قليل من المناطق الحرة في دولة الإمارات العربية المتحدة التي تقدم رخصة تجارية مزدوجة  للمستثمرين. والتي تسمح لهم بممارسة الأعمال التجارية في المنطقة الحرة  وكذلك في البر الرئيسي لدولة الإمارات العربية المتحدة باستخدام نفس الرخصة التجارية. على سبيل المثال، تقدم المنطقة الحرة لمدينة الشارقة للنشر  ترخيصًا مزدوجًا للمستثمرين لتمكينهم من تقديم الخدمات بسهولة في البر الرئيسي  والمنطقة الحرة معًا. 

## المناطق الحرة
تضم دولة الإمارات العربية المتحدة 46 منطقة حرة عاملة كما يلي: 

### أبو ظبي
- المنطقة الحرة بمطار أبوظبي (ADAFZ)
- سوق أبوظبي العالمي
- منطقة خليفة الصناعية
- المدينة الصناعية أبوظبي
- المؤسسة العليا للمناطق الاقتصادية المتخصصة / ZonesCorp
- المنطقة الحرة بمدينة مصدر
- توفور 54

### دبي
- المنطقة الحرة بمطار دبي.[10]
- منطقة دبي للسيارات
- مجمع دبي للتقنيات الحيوية والأبحاث (دوبيوتك)
- المنطقة الحرة لمدينة دبي للسيارات والمركبات (DUCAMZ)
- المنطقة الحرة بدبي كوميرسيتي (DCC)
- حي دبي للتصميم
- مركز دبي للزهور
- مجمع دبي للذهب والألماس
- مدينة دبي الطبية
- مدينة دبي الصناعية (DIC)
- مدينة دبي الأكاديمية العالمية
- مركز دبي المالي العالمي
- مدينة دبي للإنترنت (DIC)
- قرية دبي للمعرفة
- مدينة دبي اللوجستية
- مدينة دبي للإعلام
- مركز دبي للسلع المتعددة
- منطقة دبي للتعهيد
- واحة دبي للسيليكون
- مجمع دبي للعلوم
- دبي تكنو بارك
- قرية دبي للنسيج
- منطقة دبي الحرة للتكنولوجيا والإعلام
- المنطقة الدولية للإنتاج الإعلامي
- المدينة الإنسانية العالمية
- المنطقة الحرة بجبل علي
- المنطقة الحرة لأبراج بحيرات الجميرا
- دبي الجنوب أو DWC
- مدينة دبي للإنتاج
- منطقة ميدان الحرة
- المنطقة الحرة DUQE

### الشارقة
- المنطقة الحرة بالحمرية
- المنطقة الحرة بمطار الشارقة الدولي
- المنطقة الحرة لمركز التجارة الإقليمي بالولايات المتحدة الأمريكية (USARTC).
- مدينة الشارقة للنشر المنطقة الحرة
- مدينة الشارقة للإعلام المنطقة الحرة (شمس)
- المنطقة الحرة لمدينة الشارقة للنشر (SPC Free Zone)

### عجمان
- منطقة عجمان الحرة
- مدينة عجمان الإعلامية المنطقة الحرة

### رأس الخيمة
- مناطق رأس الخيمة الاقتصادية (راكز)
- هيئة المنطقة الحرة لمدينة رأس الخيمة البحرية (RMCFZA)
- هيئة رأس الخيمة للاستثمار
- منطقة التجارة الحرة برأس الخيمة
- المنطقة الحرة للإعلام برأس الخيمة

### الفجيرة
- المنطقة الحرة بالفجيرة
- مدينة الفجيرة الإبداعية

### أم القيوين
- منطقة التجارة الحرة بأم القيوين (UAQFTZ)

## مناطق حرة قيد الإنشاء
- مدينة دبي البحرية
- منطقة دبي الحرة للسجاد
- مدينة دبي لقطع غيار السيارات
- منطقة المعدات الثقيلة والشاحنات
- مجمع محمد بن راشد للتكنولوجيا
- مركز دبي للتحكيم الدولي